# Wereldkampioenschap strandvoetbal 2006
Het Wereldkampioenschap strandvoetbal in 2006 voor landenteams werd tussen 2 november en 12 november 2006 gehouden op het Copacabana strand in het Braziliaanse Rio de Janeiro. De winnaar was Brazilië, dat Uruguay in de finale versloeg met 1-4. Derde werd de winnaar van vorig jaar, Frankrijk.

## Deelnemers

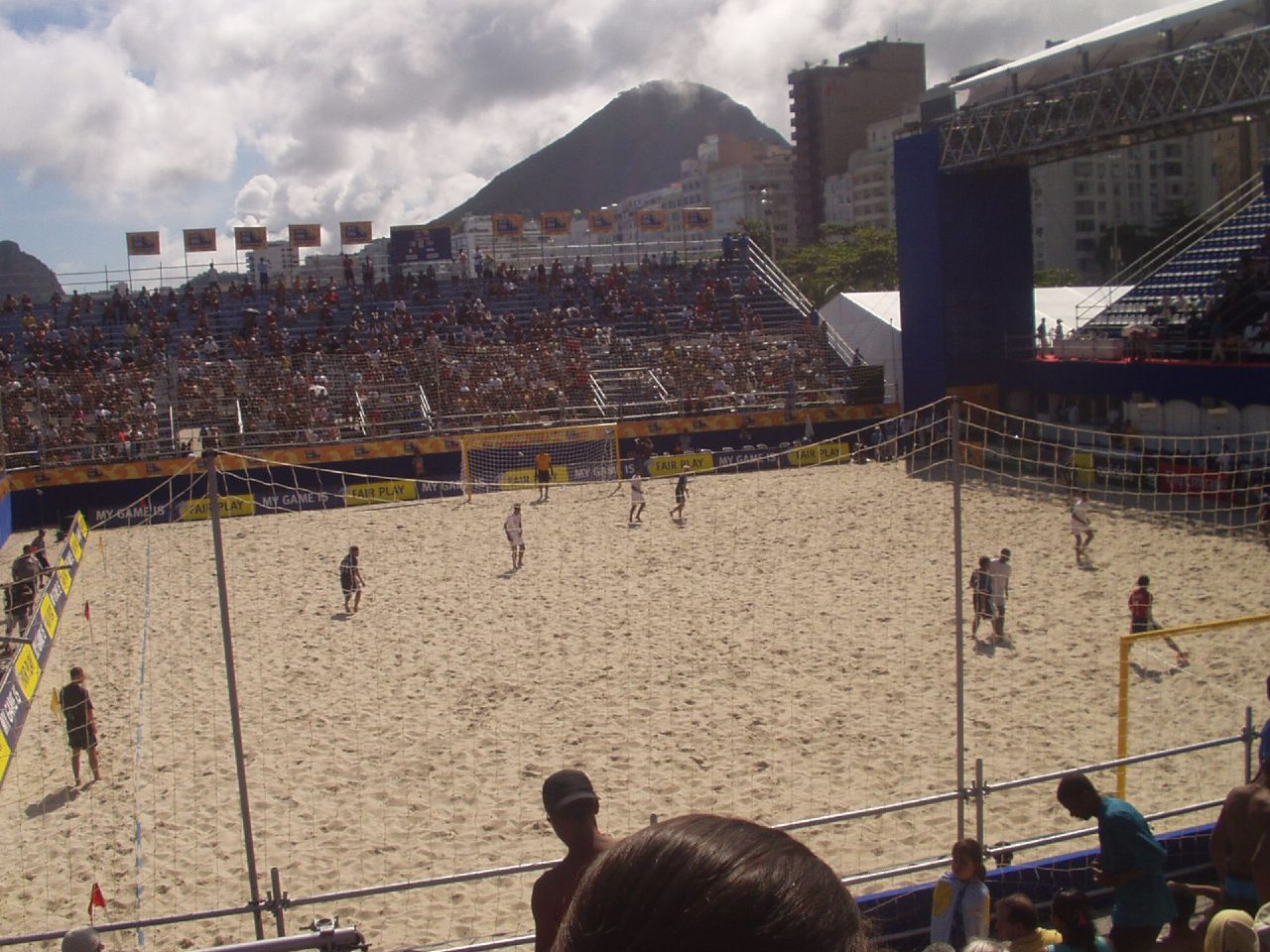
Een overzicht van het stadion in Rio de Janeiro

| - Brazilië - Polen - Verenigde Staten - Japan - Spanje - Frankrijk - Canada - Iran | - Salomonseilanden - Kameroen - Portugal - Uruguay - Italië - Bahrein - Argentinië - Nigeria |

## Toernooiopzet
De 16 gekwalificeerde landen worden opgedeeld in vier poules van 4. Ieder team in een poule speelt tegen alle andere teams uit die poule. In totaal speel je in de groepsronde dus 3 wedstrijden. De twee teams met de meeste punten uit die drie wedstrijden gaan door naar de knock-outfase.

### Loting
De poules werden als volgt ingeloot:
| Groep A                               | Groep B                      | Groep C                                    | Groep D                           |
| ------------------------------------- | ---------------------------- | ------------------------------------------ | --------------------------------- |
| Brazilië Polen Verenigde Staten Japan | Spanje Frankrijk Canada Iran | Salomonseilanden Uruguay Kameroen Portugal | Italië Argentinië Bahrein Nigeria |

## Uitslagen

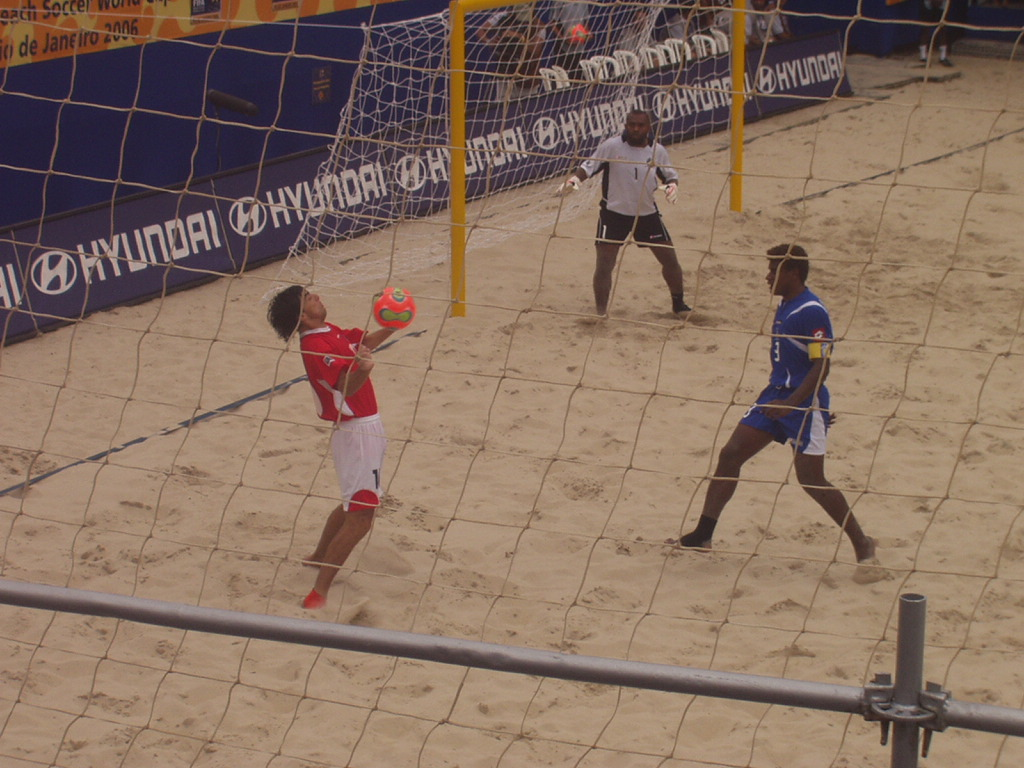
Een actie

### Groepsfase

#### Poule A
| Team             | Ptn |
| ---------------- | --- |
| Brazilië         | 9   |
| Japan            | 3   |
| Polen            | 3   |
| Verenigde Staten | 3   |

#### Poule B
| Team      | Ptn |
| --------- | --- |
| Frankrijk | 9   |
| Canada    | 5   |
| Spanje    | 3   |
| Iran      | 0   |

#### Poule C
| Team             | Ptn |
| ---------------- | --- |
| Portugal         | 9   |
| Uruguay          | 3   |
| Salomonseilanden | 3   |
| Kameroen         | 2   |

#### Poule D
| Team       | Ptn |
| ---------- | --- |
| Argentinië | 9   |
| Bahrein    | 5   |
| Nigeria    | 3   |
| Italië     | 0   |

### Knock-outfase
|  | kwartfinale 8 november | kwartfinale 8 november |           |       | halve finale 10 november | halve finale 10 november |   |  | finale 11 november | finale 11 november |
|  |                        |                        |           |       |                          |                          |   |  |                    |                    |
|  |                        |                        |           |       |                          |                          |   |  |                    |                    |
|  |                        |                        |           |       |                          |                          |   |  |                    |                    |
|  | Frankrijk              | 3                      |           |       |                          |                          |   |  |                    |                    |
|  | Frankrijk              | 3                      |           |       |                          |                          |   |  |                    |                    |
|  | Japan                  | 2                      |           |       |                          |                          |   |  |                    |                    |
|  | Japan                  | 2                      | Frankrijk | 2 (0) |                          |                          |   |  |                    |                    |
|  |                        |                        | Frankrijk | 2 (0) |                          |                          |   |  |                    |                    |
|  |                        | Uruguay                | 2 (1)     |       |                          |                          |   |  |                    |                    |
|  | Brazilië               | Uruguay                | 2 (1)     | 12    |                          |                          |   |  |                    |                    |
|  | Brazilië               |                        |           | 12    |                          |                          |   |  |                    |                    |
|  | Canada                 | 1                      |           |       |                          |                          |   |  |                    |                    |
|  | Canada                 | 1                      | Uruguay   | 1     |                          |                          |   |  |                    |                    |
|  |                        |                        | Uruguay   | 1     |                          |                          |   |  |                    |                    |
|  |                        | Brazilië               | 4         |       |                          |                          |   |  |                    |                    |
|  | Portugal               | Brazilië               | 4         | 6     |                          |                          |   |  |                    |                    |
|  | Portugal               |                        |           | 6     |                          |                          |   |  |                    |                    |
|  | Bahrein                | 2                      |           |       |                          |                          |   |  |                    |                    |
|  | Bahrein                | 2                      | Brazilië  | 7     | derde plaats             | derde plaats             |   |  |                    |                    |
|  |                        |                        | Brazilië  | 7     | derde plaats             | derde plaats             |   |  |                    |                    |
|  |                        | Portugal               | 4         |       |                          |                          |   |  |                    |                    |
|  | Argentinië             | Portugal               | 4         | 1     |                          |                          |   |  |                    |                    |
|  | Argentinië             |                        |           |       |                          | Frankrijk                | 6 |  |                    |                    |
|  | Uruguay                | 2                      |           |       |                          | Frankrijk                | 6 |  |                    |                    |
|  | Uruguay                | 2                      | Portugal  | 4     |                          |                          |   |  |                    |                    |
|  |                        |                        | Portugal  | 4     |                          |                          |   |  |                    |                    |

#### Kwartfinale
Frankrijk -  Japan 3-2
 Brazilië -  Canada 12-1
 Portugal -  Bahrein 6-2
 Argentinië -  Uruguay 1-2

#### Halve finale
Frankrijk -  Uruguay 2-2 (Na penalty's 0-1)
 Brazilië -  Portugal 7-4

#### Troostfinale
Frankrijk -  Portugal 6-4

#### Finale
Uruguay -  Brazilië 1-4

## Statistieken
- Topscorer: Madjer (Portugal), 21 goals
- FIFA Fair play award: Frankrijk
- Gouden Bal: Madjer (Portugal)
- Meeste goals in een wedstrijd:
  - Brazilië - Verenigde Staten 10-6
  - Salomonseilanden - Portugal 2-14